# Limacêdo Antônio da Silva
Limacêdo Antônio da Silva (Nazaré da Mata, 29 de setembro de 1960) é um bispo católico brasileiro. Bispo de Afogados da Ingazeira.

## Biografia
Dom Limacêdo Antônio da Silva nasceu no dia 29 de setembro de 1960, em Nazaré da Mata, Pernambuco, filho de Maria José e José Antônio da Silva. Estudou filosofia no Instituto Filosófico Estrela Missionária, em Nova Iguaçu, e teologia na Escola Teológica São Bento de Olinda. Tem mestrado em Dogmática pela Pontifícia Universidade Gregoriana em Roma, e doutorado em Dogmática pela mesma instituição.
Foi ordenado padre no dia 12 de dezembro de 1986 e exerceu seu ministério sacerdotal na Diocese de Nazaré. Atuou como vigário paroquial, pároco, assessor da Juventude do Meio Popular, assessor da Infância Missionária e das Comunidades Eclesiais de Base, coordenador diocesano de pastoral, assessor do Conselho Missionário do Regional Nordeste 2 da Conferência Nacional dos Bispos do Brasil (COMIRE NE-II) e membro do conselho pastoral.
Também foi professor de eclesiologia no Seminário de Olinda e no Instituto Teológico, onde lecionou também sobre missiologia, penitência e unção dos enfermos.
Em 4 de abril de 2018, o Papa Francisco nomeou-o bispo titular de Salde e auxiliar da Arquidiocese de Olinda e Recife. Recebeu a ordenação episcopal em 10 de junho do mesmo ano. A solenidade campal aconteceu em frente à Catedral Diocesana de Nossa Senhora da Conceição e teve como ordenante Dom Francisco de Assis Dantas de Lucena, bispo da Diocese de Nazaré, e como coordenantes Dom Antônio Fernando Saburido, OSB, arcebispo da Arquidiocese de Olinda e Recife e Dom Severino Batista de França, bispo emérito de Nazaré. Seu lema episcopal é Verbum carum factum est (O verbo de Deus se fez carne). Em 25 de outubro de 2023, foi designado bispo da Diocese de Afogados da Ingazeira. Ele vai substituir Dom Egidio Bisol, que teve seu pedido de renúncia ao múnus episcopal aceito após completar 75 anos, como previsto no Código de Direito Canônico. Sua posse está marcada para 2 de dezembro de 2023.
Atualmente, é membro da Comissão Episcopal para Ação Sociotransformadora da CNBB.